# میدان نفتی بالارود
میدان نفتی بالارود یکی از میدان‌های نفتی واقع در جنوب ایران است، که در شمال استان خوزستان و در محدوده شهرستان اندیمشک قرار دارد. میدان بالارود در سال ۱۳۸۷ توسط مدیریت اکتشاف شرکت ملی نفت ایران کشف شد. میدان بالارود از میدان‌های تحت مدیریت شرکت ملی مناطق نفت‌خیز جنوب است، که در محدوده عملیاتی شرکت بهره‌برداری نفت و گاز مسجدسلیمان قرار دارد.
حجم ذخیره درجای نفت خام میدان بالارود بیش از یک میلیارد و ۱۰۱ میلیون بشکه برآورد می‌گردد و میزان گاز درجای آن نیز در حدود ۲ تریلیون فوت مکعب تخمین زده می‌شود. ظرفیت تولید نفت خام این میدان بطور میانگین معادل ۳۲ هزار بشکه در روز می‌باشد.